# Підбірна (озеро)
Підбі́рна — одне з Осокорківських озер.

## Розташування
Розташоване на території садово-дачних ділянок Нижні Сади. 

## Гідрологічні параметри
Озеро витягнуте вздовж Дніпра у формі довгої вузької водойми (довжина близько 4 км, ширина — 40-70 м), оточеної з усіх боків дачними ділянками. У північній частині озеро з'єднується протоками з озером Зариваха, а у південній — з озером Мартишів і ще двома дрібнішими озерами.